# Chatham Vigilance Committee
Chatham Vigilance Committee, var en kanadensisk organisation, grundad 1850. 
Syftet var att hjälpa förrymda amerikanska slavar undan slavjägare, och assistera fria svarta som illegalt kidnappades till slaveri i USA. Organisationen hjälpte ett flertal personer som kidnappats till USA.